# 贝茨多夫
贝茨多夫是德国莱茵兰-普法尔茨州的一个市镇。总面积9.57平方公里，总人口10019人，其中男性4960人，女性5059人（2011年12月31日），人口密度1 047人/平方公里。

## 友好城市
- 法國 德西兹